# The Boxtrolls
The Boxtrolls (Nederlands: De Boxtrollen) is een Amerikaanse animatiefilm uit 2014 geregisseerd door Graham Annable en Anthony Stacchi. De film ging in première op 31 augustus op het Filmfestival van Venetië. De film is gebaseerd op het boek Here Be Monsters! van Alan Snow. 

## Verhaal
Dit modern sprookje speelt zich af in het Victoriaanse tijdperk in Kaasbrugge (Cheesebridge), een dorp waar men geobsedeerd is door kaas. Onder de grond wonen de boxtrollen, trollen die zich kleden met een kartonnen doos. Ze zijn vredelievend en leven 's nachts in de straten waar ze de vuilnisbakken onderzoeken. Al hetgeen ze vinden gebruiken ze voor hun uitvindingen. Een weesjongetje, Eitjes genoemd, werd door de boxtrollen geadopteerd en opgevoed. Valse geruchten verspreiden zich en zeggen dat ze kinderen ontvoeren en vermoorden. Archibald Snatcher maakt een akkoord met Lord Portley-Rind om de trollen te vangen en zo toegelaten te worden tot de exclusieve kring van kaasetende aristocraten. Winnie, de dochter van Lord Portley-Rind gaat op zoek naar de trollen en komt tot de ontdekking dat de verhalen allemaal gelogen zijn. Ze kan Eitjes overtuigen dat hij een mens is en geen boxtrol en neemt hem mee naar boven, de stad in.

## Stemverdeling[2]
| Personage (Engels)    | Personage (Nederlands)        | Personage (Vlaams)   | Engelse stem           | Nederlandse stem   | Vlaamse stem  |
| --------------------- | ----------------------------- | -------------------- | ---------------------- | ------------------ | ------------- |
| Eggs                  | Eitjes                        | Eikes                | Isaac Hempstead-Wright | Roman Derwig       | Jasper Publie |
| Winnie                | Winnie                        | Winnie               | Elle Fanning           | Hanna Obbeek       | Laura Tesoro  |
| Archibald Snatcher    | Archibald Petronella Hebbesma | Grisser              | Ben Kingsley           | Frank Lammers      | Ivan Pecnik   |
| Lady Portley-Rind     | Barones Schaeven-Haghe        | Baron Lang-Gerijpt   | Toni Collette          | Kim van Kooten     | Karel Deruwe  |
| Lord Portley-Rind     | Baron Schaeven-Haghe          | Barones Lang-Gerijpt | Jared Harris           | Derek de Lint      |               |
| Mr. Trout             | Meneer Troela                 | Meneer Paling        | Nick Frost             | Ruben van der Meer | Frank Hoelen  |
| Mr. Pickles           | Meneer Penarie                | Meneer Pickles       | Richard Ayoade         | Horace Cohen       | Jan Van Hecke |
| Mr. Gristle           | Meneer Reuzel                 | Meneer Grizzel       | Tracy Morgan           | Roué Verveer       | Jenne Decleir |
| Herbert Trubshaw      | Sijbrand Troepzooi            | Herbert Trubshaw     | Simon Pegg             | Jacob Derwig       | Walter Baele  |
| Fish, Wheels & Bucket |                               |                      | Dee Bradley Baker      |                    |               |
| Shoe & Sparky         |                               |                      | Steven Blum            |                    |               |

## Productie
Voor de Nederlandse versie van de film werd door de Belgische zanger Milow speciaal het nummer Tomorrow The Sun May Go opgenomen. Het nummer is te horen tijdens de aftiteling en beschrijft het verhaal van Eitjes: Er is altijd iemand die voor altijd van je zal houden, waar je ook vandaan komt, wie je ook bent en door wie je wordt opgevoed.